# اویامادا نوبوشیگه
اویامادا نوبوشیگه (به ژاپنی: 小山田 信茂 Oyamada Nobushige) (۱۵۴۵–۱۶ آوریل ۱۵۸۲ میلادی)؛ یک سامورایی ژاپنی در خدمت خاندان تاکدا در دوره سنگوکو بود. او یکی از ۲۴ ژنرال تاکدا شینگن بود. وی در نبرد تنموکوزان راه فرار را بر ارباب خود تاکدا کاتسویوری بست و به جبههٔ اودا-توکوگاوا پیوست اما با این وجود اودا نوبوناگا دستور کشتن او را داد.